# Mrs. Doubtfire
Mrs. Doubtfire (bra: Uma Babá Quase Perfeita; prt: Papá para Sempre) é um filme estadunidense de 1993 do gênero comédia dramática, dirigido por Chris Columbus, com roteiro de Randi Mayem Singer e Leslie Dixon baseado no romance infantojuvenil Alias Madame Doubtfire, de Anne Fine. É estrelado por Robin Williams, que também atua como produtor, Sally Field, Pierce Brosnan, Harvey Fierstein e Robert Prosky. O filme aborda temas como divórcio, separação e o efeito que eles têm sobre a família, principalmente nas crianças.
O filme foi lançado nos Estados Unidos em 24 de novembro de 1993. Ganhou o Oscar de Melhor Maquiagem e o Globo de Ouro de Melhor Filme - Musical ou Comédia. Robin Williams foi premiado com o Globo de Ouro de Melhor Ator em Filme - Musical ou Comédia.
Ele arrecadou 441,3 milhões de dólares com um orçamento de 25 milhões de dólares, tornando-se o segundo filme de maior bilheteria de 1993 em todo o mundo. Embora o filme tenha recebido críticas mistas, foi colocado em 67º lugar na lista "AFI's 100 Years...100 Laughs" do American Film Institute.

## Sinopse
Impedido pela justiça de ver os filhos, o pai divorciado Daniel Hillard se veste de mulher e se candidata a babá na casa dos filhos, com o nome de sra. Doubtfire.

## Elenco
| Ator/Atriz       | Intérprete                                |
| ---------------- | ----------------------------------------- |
| Robin Williams   | Daniel Hillard / sra. Euphgenia Doubtfire |
| Sally Field      | Miranda Hillard                           |
| Pierce Brosnan   | Stuart "Stu" Dunmeyer                     |
| Lisa Jakub       | Lydia Hillard                             |
| Matthew Lawrence | Christopher "Chris" Hillard               |
| Mara Wilson      | Natalie "Nattie" Hillard                  |
| Harvey Fierstein | Frank Hillard                             |
| Robert Prosky    | sr. Jonathan Lundy                        |
| Anne Haney       | Sra. Sellner, assistente social           |
| Polly Holliday   | Gloria Chaney, a vizinha                  |
| Scott Capurro    | Jack Hillard                              |
| Terry McGovern   | Lou                                       |
| Martin Mull      | Justin Gregory                            |
| William Newman   | sr. Sprinkles                             |
| Scott Beach      | Juiz                                      |
| Sydney Walker    | Motorista de ônibus                       |

## Prêmios e indicações
| Prêmio             | Categoria                         | Recipiente                                                     | Resultado |
| ------------------ | --------------------------------- | -------------------------------------------------------------- | --------- |
| Oscar 1994         | Melhor maquiagem e penteados      | Greg Cannom, Ve Neill, Yolanda Toussieng                       | Venceu    |
| BAFTA 1995         | Melhor maquiagem e caracterização | Greg Cannom, Ve Neill, Yolanda Toussieng                       | Indicado  |
| Globo de Ouro 1994 | Melhor filme - comédia ou musical | Marsha Garces Williams, Robin Williams, Mark Radcliffe (prod.) | Venceu    |
| Globo de Ouro 1994 | Melhor ator - comédia ou musical  | Robin Williams                                                 | Venceu    |

## Recepção
O Metacritic, que usa uma média ponderada, atribuiu ao filme uma pontuação de 53 em 100, baseado em 16 críticos, indicando críticas "mistas ou médias".